# Українська старовина (часопис)
«Українська старовина» — науково-популярний культурологічний журнал, друкований орган комісії для охорони пам'яток старовини і мистецтва при Головному управлінні мистецтв і національної культури УНР.
Перший часопис, присвячений проблемам архівної справи в контексті «питань українського мистецтва і старовини». Вийшло лише одне число — у листопаді 1919 року в Кам'янці-Подільському, у друкарні «Стрільця» (друкованого органу Української галицької армії).
Редакційна колегія часопису, у складі Пилипа Клименка, Осипа Назарука й Івана-Мар'яна Кревецького, намагалася привернути увагу читачів до найболючіших «архівно-музейних» проблем і заручитися підтримкою громадян для рятування старожитностей. Дизайн обкладинки (вказано лише назву), якість паперу (газетний), форма (великий формат, двоколонкове верстання, з використанням постійного верхнього колонтитула з назвою часопису, номером журналу та сторінкою) були доволі простими.
Спеціально-галузеве періодичне мономовне видання науково-популярного характеру розраховувалося на співробітників архівів, музейних та бібліотечних установ. Концепція часопису визначена рубриками: «З історії української старовини», «Про знищення пам'яток старовини й мистецтва», «Закони й обіжники в справі охорони пам'яток старовини і мистецтва», «З протоколів Комісії для охорони пам'яток старовини та мистецтва при Головнім управлінні мистецтв та національної культури», «Різні замітки», «Бібліографія».
Число містило 20 публікацій (статей, коротких заміток, інформативних повідомлень, бібліографічних записів), авторами яких були О. Благодір, Пилип Клименко, Михайло Обідний, Лев Биковський, Йосип Пеленський, Іван-Мар'ян Кревецький та інші. Примірник видання зберігається у фондах науково-довідкової бібліотеки Центру державних архівів України.